# یانگ سه جونگ
یانگ سه جونگ (کره‌ای: 양세종؛ زادهٔ ۲۳ دسامبر ۱۹۹۲) بازیگر و مدل اهل کره جنوبی است. یانگ سه جونگ با بازی در درام عاشقانهٔ دمای عشق (۲۰۱۷) در نقش آشپز جوان شناخته شد و سه جایزهٔ بهترین بازیگر تازه‌کار مرد در جوایز درامای اس‌بی‌اس، جوایز هنری بکسانگ و ششمین دورهٔ جوایز ستارگان ای‌پی‌ای‌ان را برنده شد. کارهای دیگر او شامل دکتر رمانتیک (۲۰۱۶)، دوئل (۲۰۱۷)، سی اما هفده (۲۰۱۸) و کشور من (۲۰۱۹) است.

## فیلم‌شناسی

### فیلم
| سال  | عنوان               | نقش | توضیحات    | منابع |
| ---- | ------------------- | --- | ---------- | ----- |
| ۲۰۱۳ | صدای درون           |     | فیلم کوتاه | [ ۱ ] |
| ۲۰۱۳ | چیزهایی که نمی‌دانیم |     | فیلم کوتاه |       |

### مجموعه تلویزیونی
| سال       | عنوان                   | نقش                            | توضیحات                | منابع |
| --------- | ----------------------- | ------------------------------ | ---------------------- | ----- |
| ۲۰۱۶–۲۰۲۰ | دکتر رمانتیک            | دو این بوم                     | فصل ۱                  | [ ۲ ] |
| ۲۰۱۷      | سایمدانگ، خاطرات درخشان | جوانی لی گیوم / هان سانگ هیون  |                        |       |
| ۲۰۱۷      | دوئل                    | سونگ جون / سونگ هون / یونگ سوپ |                        |       |
| ۲۰۱۷      | دمای عشق                | اون جونگ سون                   |                        |       |
| ۲۰۱۸      | سی اما هفده             | گونگ وو جین                    |                        |       |
| ۲۰۱۹      | کشور من                 | سو هی                          |                        |       |
| ۲۰۲۰      | دکتر رمانتیک ۲          | دو این بوم                     | حضور افتخاری (قسمت ۱۵) | [ ۳ ] |

### مجموعه اینترنتی
| سال  | عنوان | نقش        | منابع |
| ---- | ----- | ---------- | ----- |
| ۲۰۲۳ | دونا! | لی وون جون | [ ۴ ] |

### برنامه تلویزیونی
| سال  | عنوان      | شبکه   | نقش               | توضیحات                                  | منابع |
| ---- | ---------- | ------ | ----------------- | ---------------------------------------- | ----- |
| ۲۰۱۹ | کافی فرندز | تی‌وی‌ان | عضو گروه بازیگران | همراه سون هو جون، یو یون-سوک و چوی جی-وو | [ ۵ ] |